# Црнило (Урошевац)
Црнило (алб. Cërnillë) је насељено место у општини Урошевац, на Косову и Метохији. Према попису становништва из 2011. у насељу је живело 957 становника.

## Становништво
Према попису из 2011. године, Црнило има следећи етнички састав становништва:
| Националност | 2011.        |
| Албанци      | 957 (100,0%) |
| Укупно       | 957          |

| Демографија | Демографија | Демографија |
| Година      | Становника  | Становника  |
| ----------- | ----------- | ----------- |
| 1948.       | 455         |             |
| 1953.       | 508         |             |
| 1961.       | 546         |             |
| 1971.       | 688         |             |
| 1981.       | 817         |             |
| 1991.       | 1.011       |             |
| 2011.       | 957         |             |